# Uqbar
Uqbar er et udokumenteret sted eller land. Gåden om det udforskes i Jorge Luis Borges' novelle Tlön, Uqbar, Orbis Tertius udgivet i Ficciones fra 1989, der udkom på dansk i 1998 som Fiktioner.
| Fiktion | Spire Denne artikel om en historie eller noget fiktivt er en spire som bør udbygges. Du er velkommen til at hjælpe Wikipedia ved at udvide den. |